# Йордан-ван Хек, Берта
Энгельберта Августа (Берта) Йордан-ван Хек (нидерл. Engelberta Auguste (Bertha) Jordaan-van Heek; 31 октября 1876, Энсхеде, Оверэйссел — 23 марта 1960, Веттринген, Северный Рейн-Вестфалия) — нидерландская художница.

## Жизнь и творчество
Берта ван Хек родилась в семье текстильных фабрикантов ван Хек, была дочерью Геррита Яна ван Хек (1837—1915) и его второй жены, Кристины Фредерики Мейер. Изучала искусство рисунка в Париже, у французского живописца Алексиса Воллона (1864—1945). Темами полотен Берты Йорданс-ван Хек были портретная и пейзажная живопись, цветы и интерьеры зданий. В 1904 году Берта выходит замуж за врача Теодора Эмиля тер Куле, и после развода 1907 года — вторично, за банкира Яна Йордана, совладельца парижского банка Banque Jordaan et Cie. После заключения этого брака жила и работала на вилле Йордан в Ротенберге, где устраивались пышные празднования и приёмы.
В 1929 году семья Йордан-ван Хек покупает водный замок Вельберген в регионе Мюнстерланд, на северо-западе Германии, невдалеке от голландской границы. После смерти мужа Берта занимается управлением хозяйством замка. После прихода к власти в Германии национал-социалистов Берта Йордан-ван Хек была признана нежелательной персоной и вынуждена покинуть его. В 1946 году художница вернула себе замок и незадолго до своей смерти, в 1959 году основала в Охтрупе «фонд Берты Йордан-ван-Хек», занимающийся управлением замком и укреплением связей в области искусства между Нидерландами и Германией.

## Дополнения
- Marloes Huiskamp: Heek, Engelberta Augusta van (1876—1960), Huygens-Institut für die Geschichte der Niederlande